# Sakitama-Kofungruppe
Koordinaten: 36° 7′ 37″ N, 139° 28′ 44″ O
Die Sakitama-Kofungruppe (jap. 埼玉古墳群, Sakitama-kofungun) ist ein Hügelgräberfeld in der Stadt Gyōda, Präfektur Saitama in Japan. Auf dem Gebiet befinden sich neun große Kofun und 40 kleinere Grabhügel, die im 5. bis 7. Jahrhundert errichtet wurden, also noch in der Asuka-Zeit, als im Westen Japans die Errichtung von Grabhügeln bereits aus der Mode kam. Bei den Kofun finden sich sowohl kreisförmige, als auch schlüssellochförmige Grundrisse.
Es wird angenommen, dass die Grabanlagen von einflussreichen Familien errichtet wurden, die über das nördliche Kantō-Gebiet herrschten. Umliegende kleinere Grabhügel ihrer Vasallen wurden allerdings zum Beginn der Shōwa-Zeit (1930er Jahre) bei der Trockenlegung der umgebenden Sümpfe zerstört. Am 8. August 1938 wurden die noch erhaltenen großen Kofun unter Denkmalschutz gestellt. 1966 führte das Amt für kulturelle Angelegenheiten das integrierte Denkmalschutz- und Freilichtmuseums-Konzept der Fudoki no Oka ein, zudem auch die Sakitama-Kofungruppe als Sakitama Fudoki no Oka (さきたま風土記の丘) gehört. In diesem Zusammenhang wurde 1969 das Geschichtsmuseum Sakitama Shiseki no Hakubutsukan (埼玉県立さきたま史跡の博物館, Saitama-kenritsu ~, engl. Museum of The Sakitama Ancient Burial Mounds, 36° 7′ 30″ N, 139° 28′ 32″ O) eröffnet. 1976 wurde ein 37,4 ha großes Gelände einschließlich der Grabhügel als „Sakitama-Kofun-Park“ (さきたま古墳公園) zu einem öffentlichen Park ernannt.
Der Inariyama-Kofun ist der älteste der Gruppe, er stammt aus der zweiten Hälfte des 5. Jahrhunderts. Zudem ist er der Fundort eines Schwerts mit einer vergoldeten Gravierung (Inariyama-Schwert). Dessen Inschrift mit 115 Zeichen ist eines der ältesten erhaltenen Zeugnisse für die Verwendung der chinesischen Schrift in Japan (siehe Kanji). Der Maruhakayama-Kofun ist Japans größter Rund-Kofun.

## Die neun Hauptgrabhügel
| Name                                                | Länge [m] | Breite[m] | Höhe [m] | Koordinaten                      |
| --------------------------------------------------- | --------- | --------- | -------- | -------------------------------- |
| Maruhakayama-Kofun (丸墓山古墳)                     | 105       | ≈100      | 18,9     | 36° 7′ 45″ N, 139° 28′ 42″ O     |
| Inariyama-Kofun (稲荷山古墳)                        | 120       | 74        | 11,7     | 36° 7′ 45″ N, 139° 28′ 50″ O     |
| Futagoyama-Kofun (二子山古墳)                       | 138       | 90        | 13,0     | 36° 7′ 34″ N, 139° 28′ 44″ O     |
| Teppōyama-Kofun (鉄砲山古墳)                        | 109       | 69        | 09,0     | 36° 7′ 25,5″ N, 139° 28′ 40,5″ O |
| Shōgunyama-Kofun (将軍山古墳)                       | 090       | 68        | ≥8,2     | 36° 7′ 38″ N, 139° 28′ 52″ O     |
| Nakanoyama-Kofun (中の山古墳)                       | 079       | 44        | 05,1     | 36° 7′ 20″ N, 139° 28′ 41,5″ O   |
| Kawarazuka-Kofun (瓦塚古墳)                         | 073       | 47        | 05,1     | 36° 7′ 29″ N, 139° 28′ 36″ O     |
| Okunoyama-Kofun (奥の山古墳)                        | 066       | 40        | 05,6     | 36° 7′ 22″ N, 139° 28′ 37,5″ O   |
| Atagoyama-Kofun (愛宕山古墳)                        | 053       | 30        | 03,4     | 36° 7′ 34″ N, 139° 28′ 36,5″ O   |
| Quelle, Karte mit allen Koordinaten: OSM \| WikiMap |           |           |          |                                  |

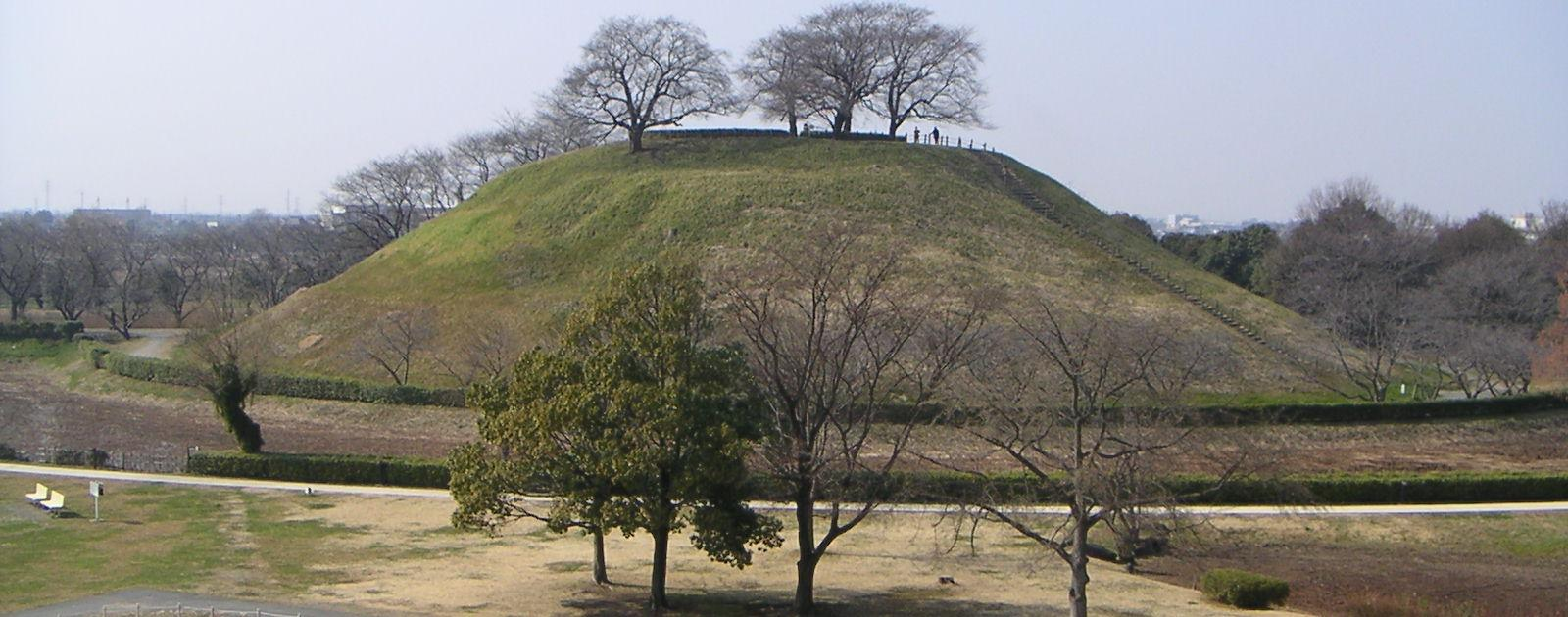
Maruhakayama-Kofun
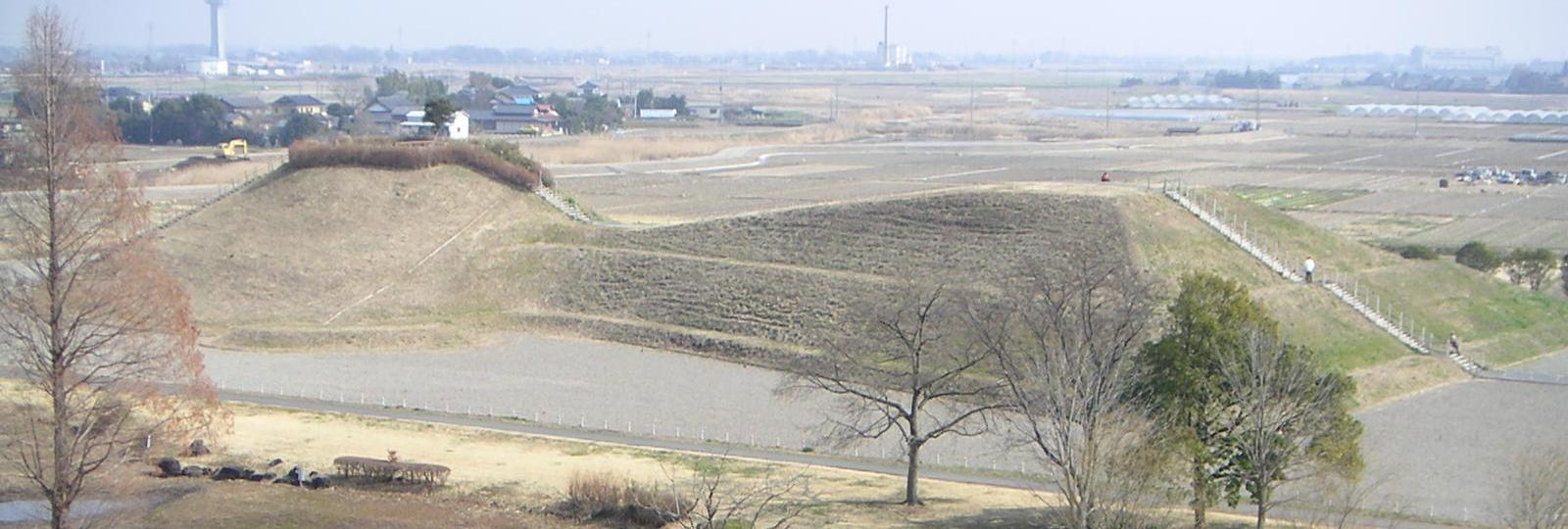
Inariyama-Kofun
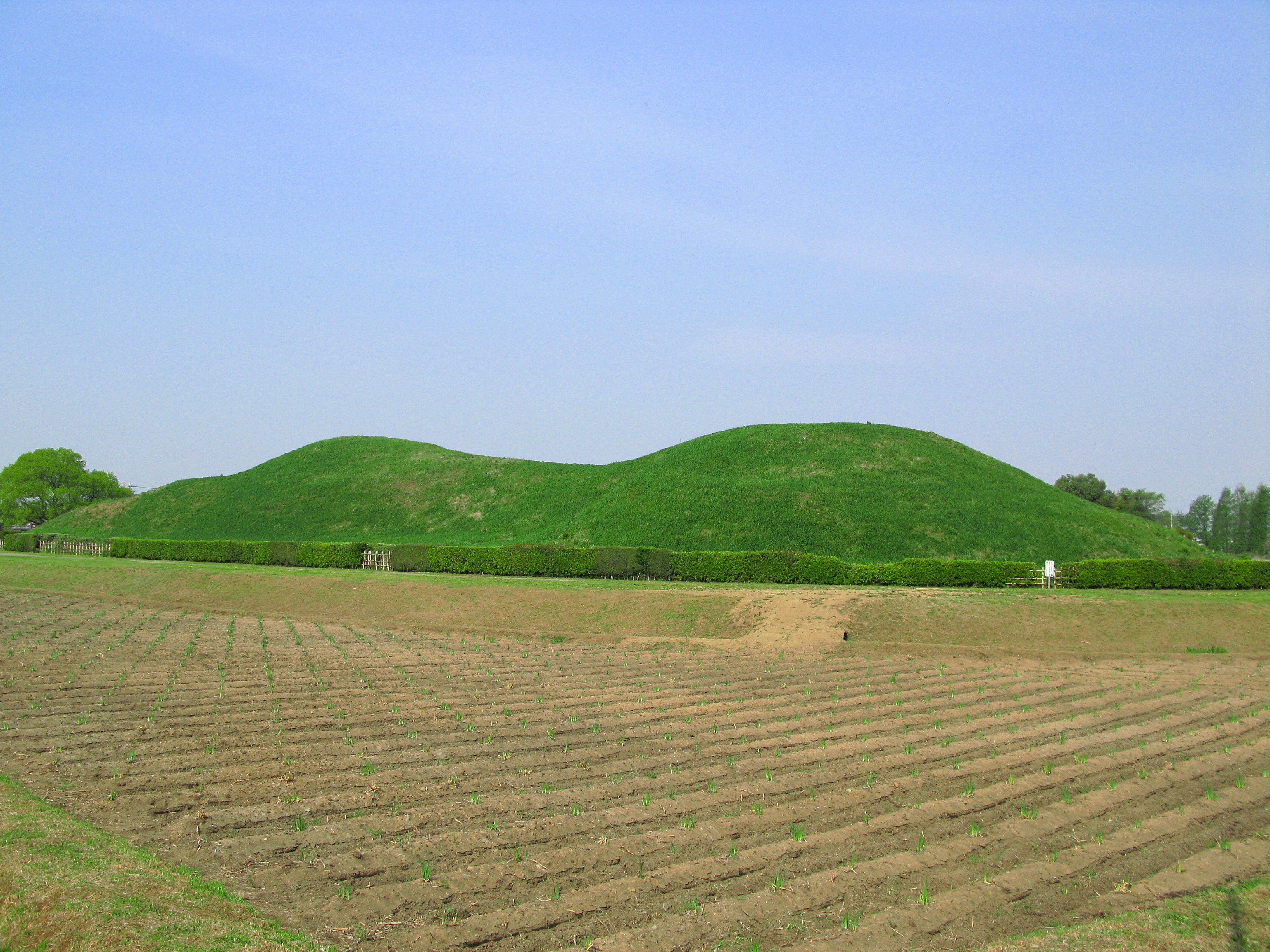
Futagoyama-Kofun
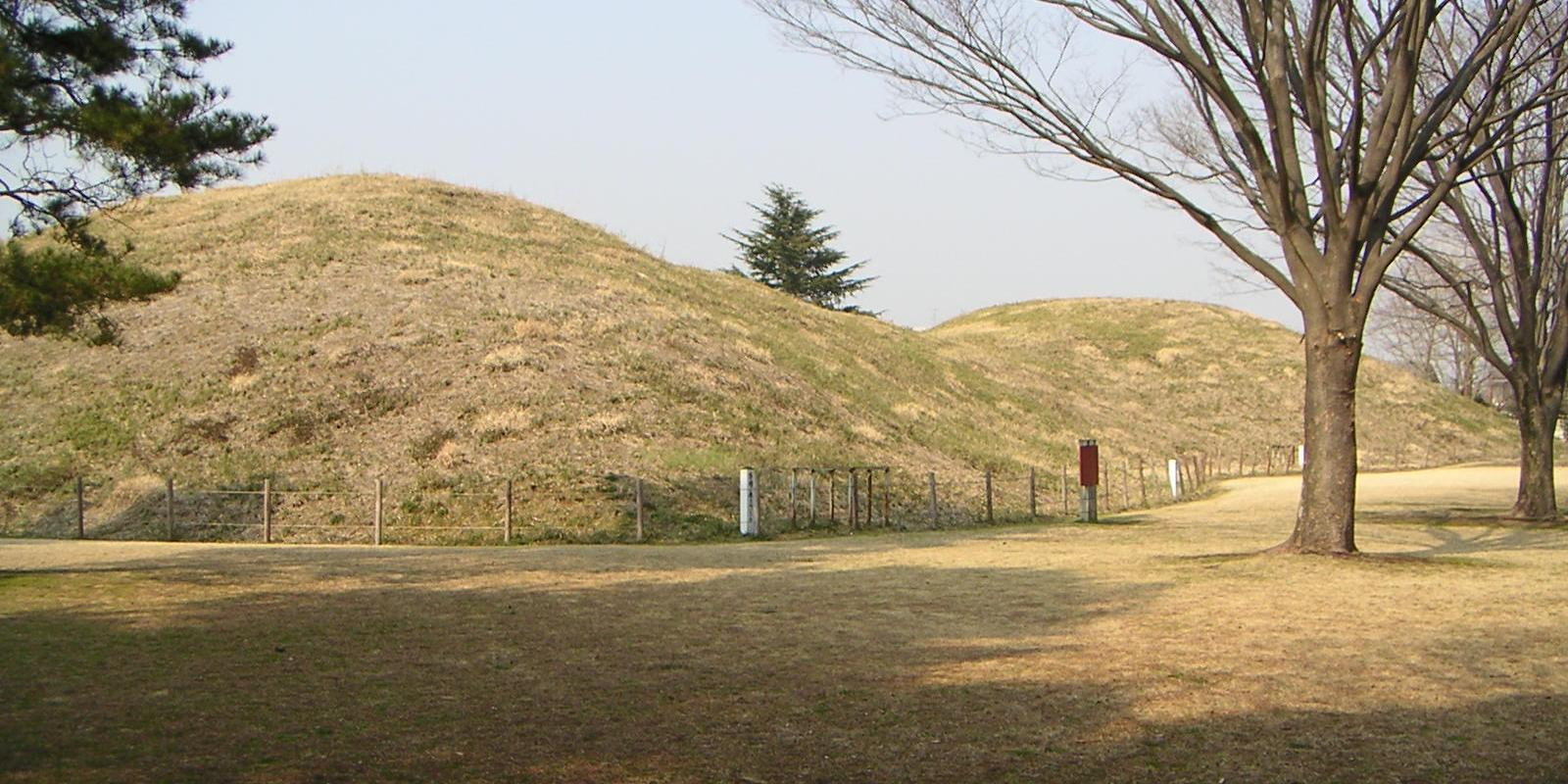
Teppōyama-Kofun
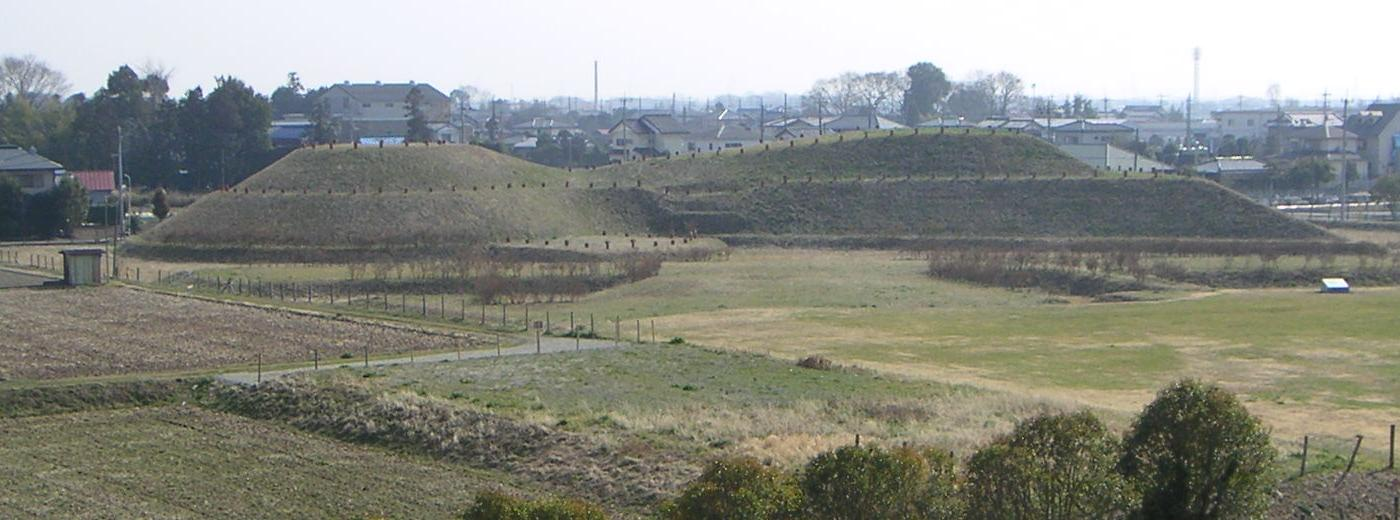
Shōgunyama-Kofun
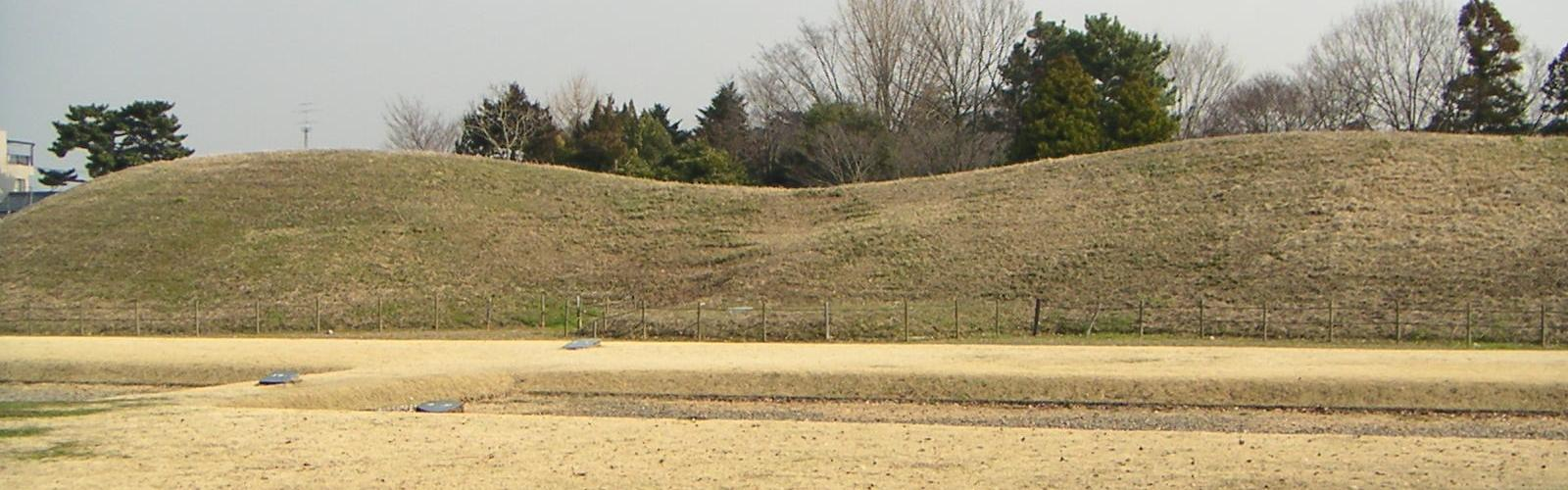
Kawarazuka-Kofun
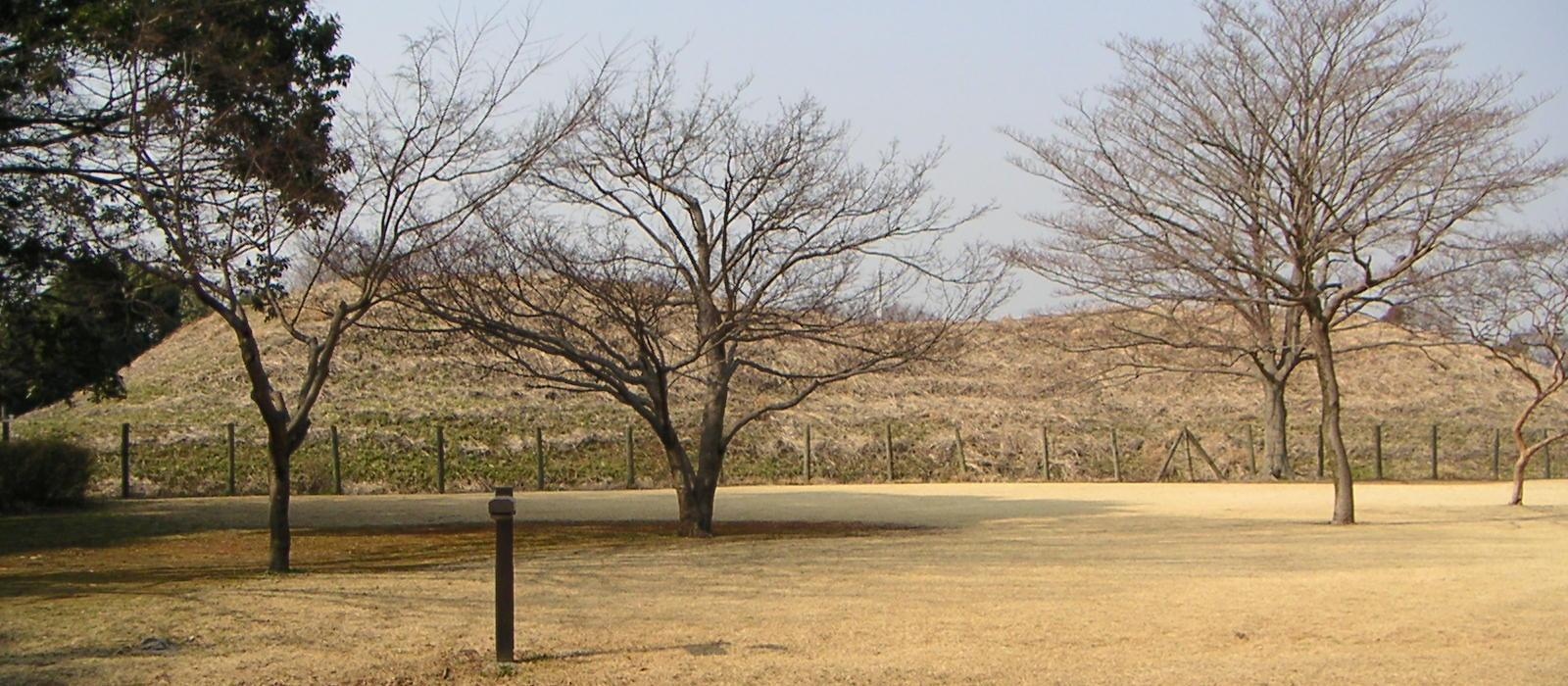
Okunoyama-Kofun